# 2027 год в истории метрополитена
В этой статье перечисляются основные планируемые события из истории метрополитенов в 2027 году. Полужирным шрифтом выделены открытия новых транспортных систем.

## Ожидаемые события

### Без точных дат
- Петербургский метрополитен:
  - Открытие станций «Фрунзенская» и «Парк Победы» Московско-Петроградской линии после реконструкции.
- Московский метрополитен:
  - Продление Рублёво-Архангельской линии на 3 станции («Бульвар Генерала Карбышева» — «Липовая Роща»).
- Казанский метрополитен:
  - Ввод первой очереди Савиновской линии «100-летие ТАССР» — «Тулпар».
- Открытие Белградского метрополитена.
- Открытие Дублинского метрополитена.
- Открытие Челябинского метротрамвая.